# Twickenham (wijk)
Twickenham is een wijk in het Londense bestuurlijke gebied Richmond upon Thames, in de regio Groot-Londen, op de noordelijke oever van de Theems.
Twickenham telt 52.396 inwoners.
Het bekendste gebouw van Twickenham is het Twickenham Stadium, het grootste rugbystadion van Engeland.
Twickenham is ook de locatie van het stadhuis van het district Richmond upon Thames, een historisch huis genaamd York House.

## Galerij

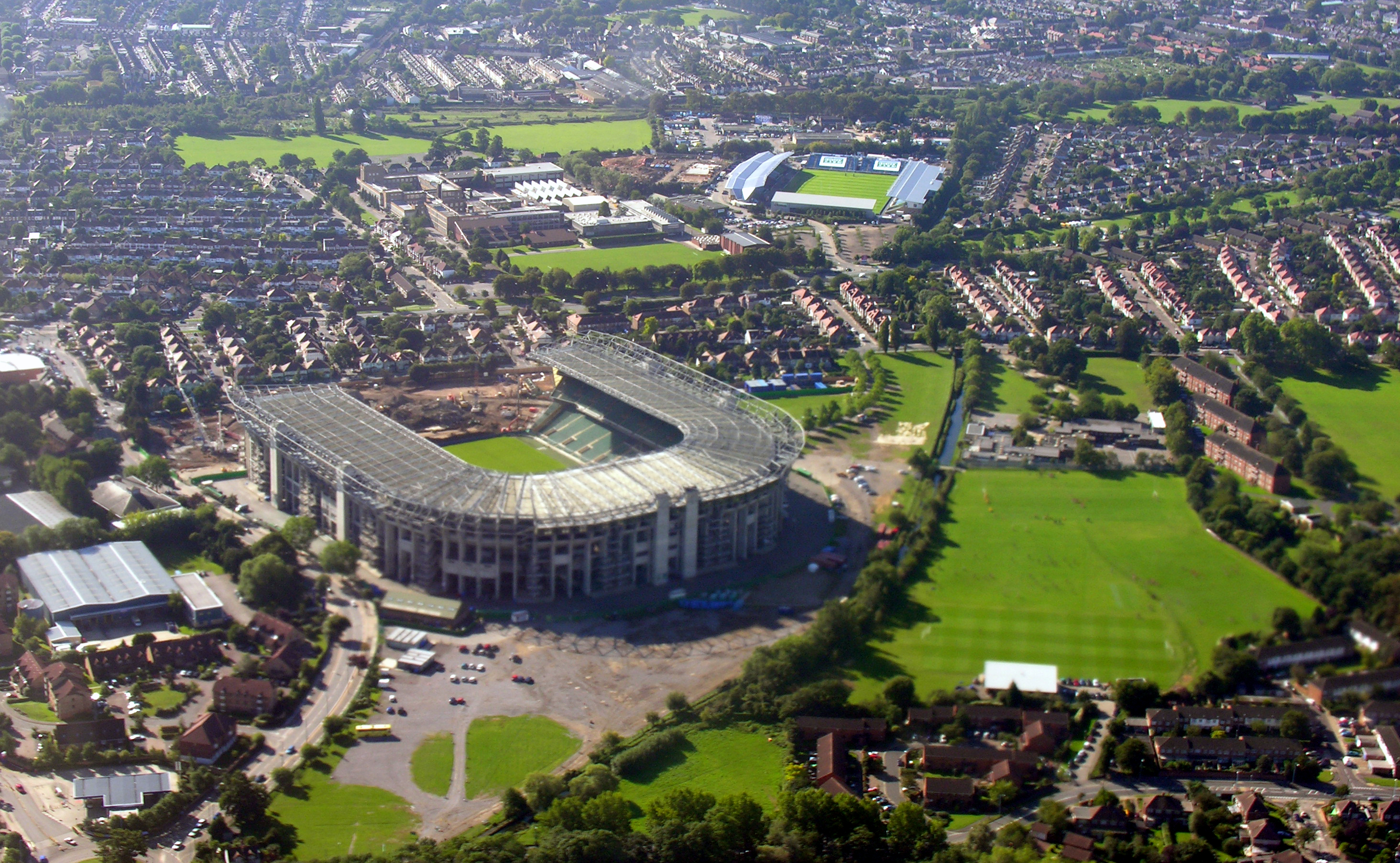
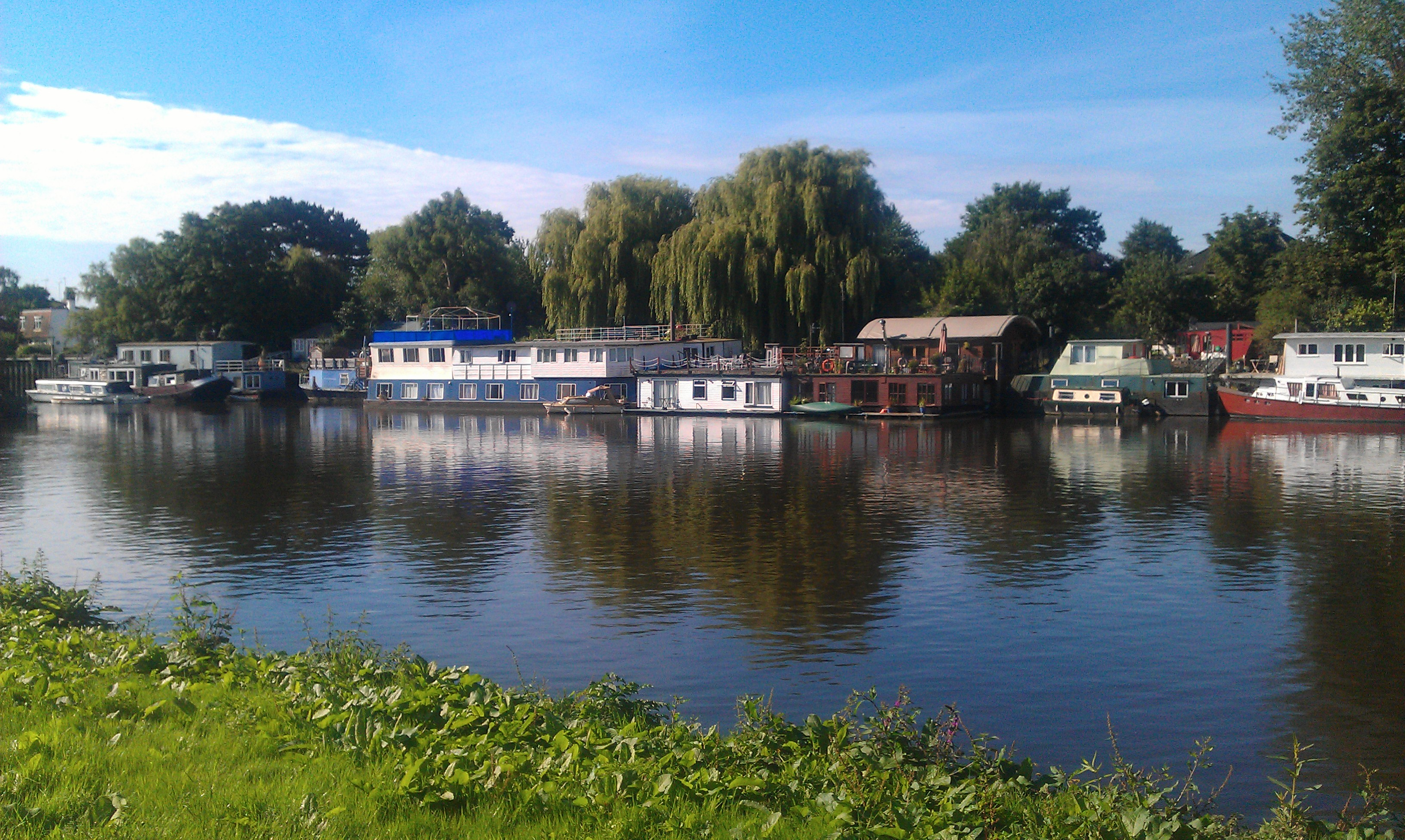
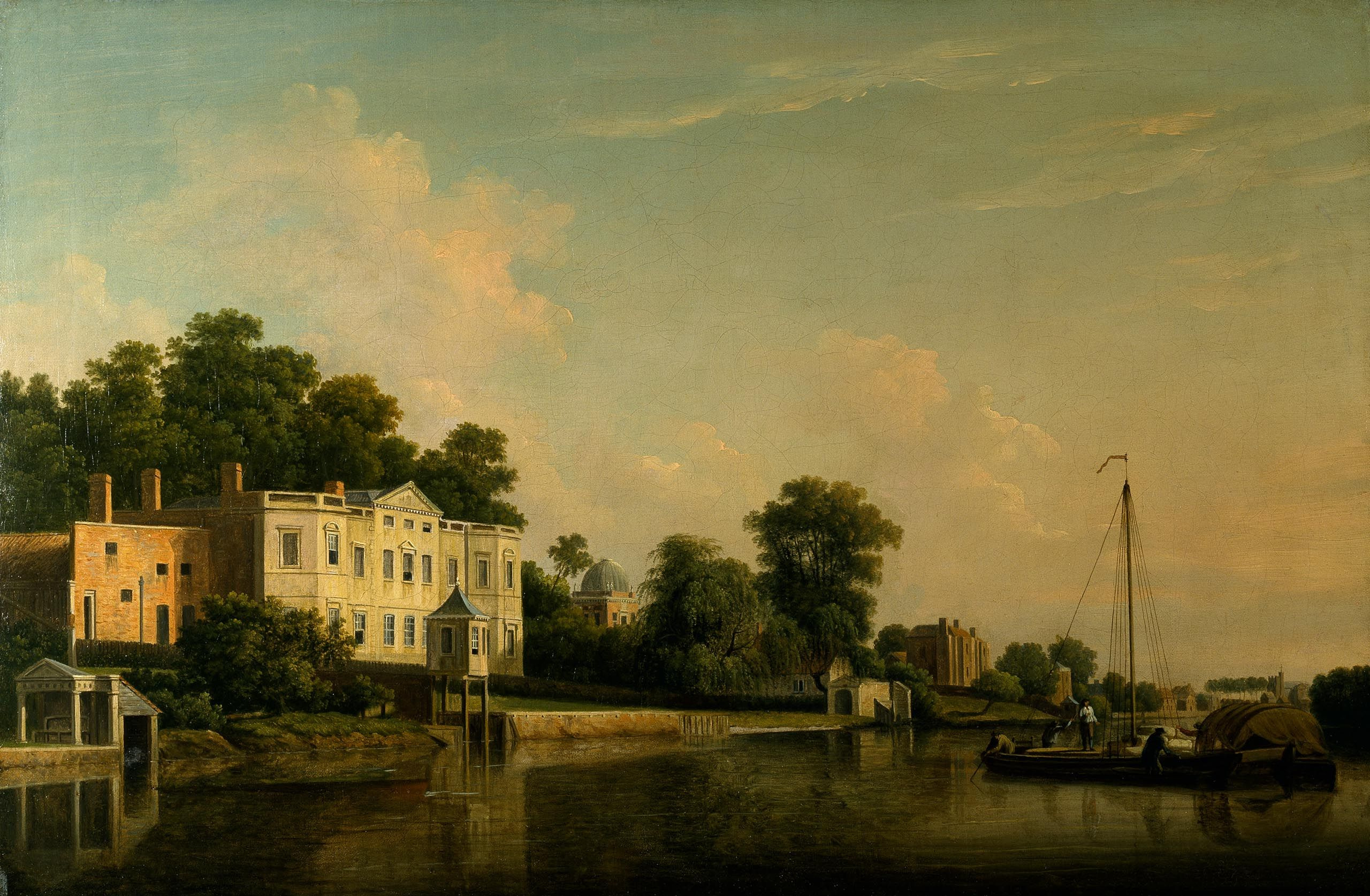
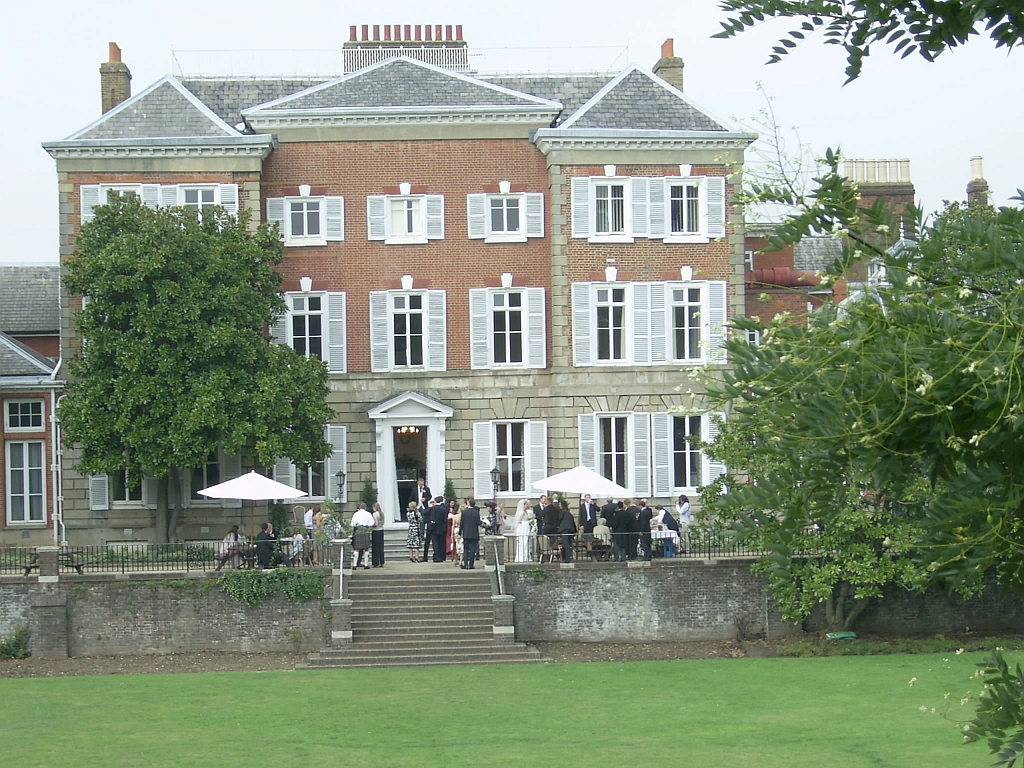
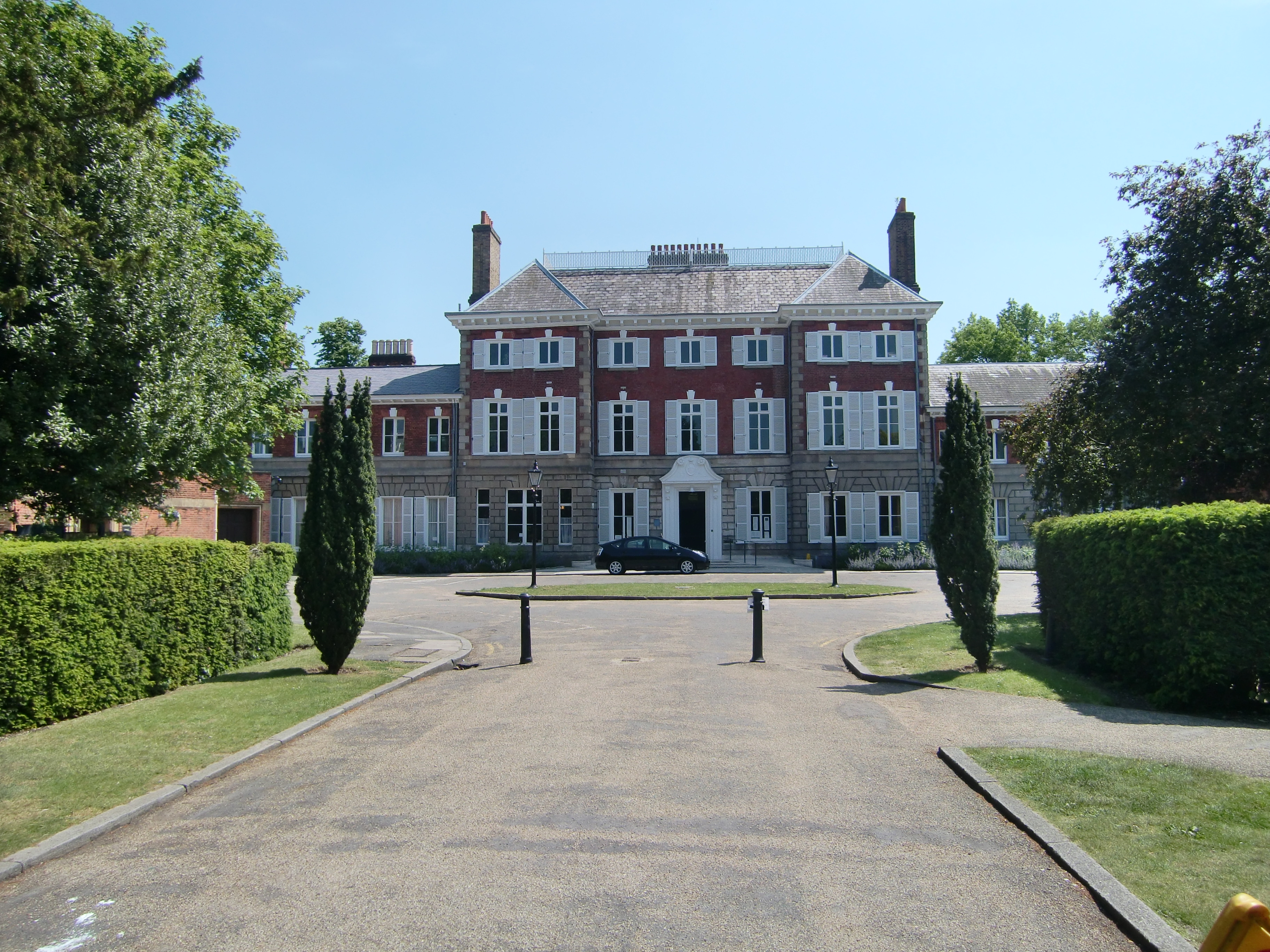
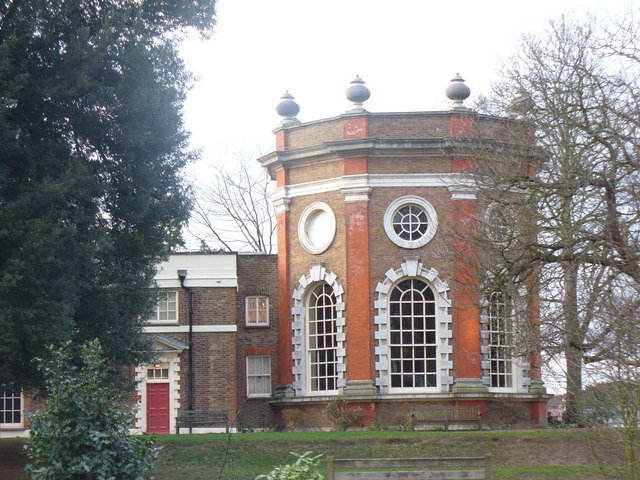
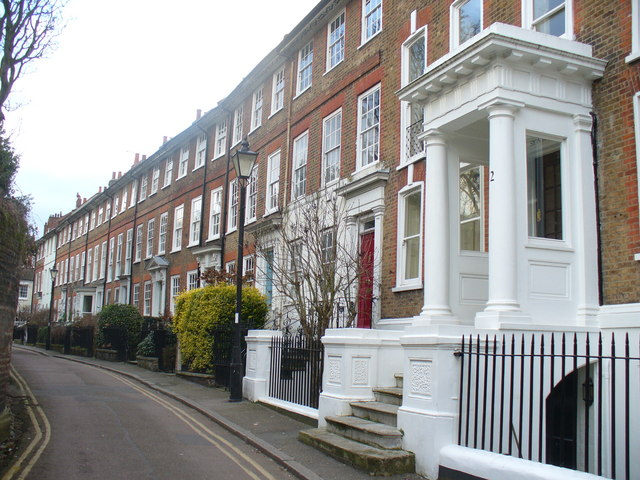
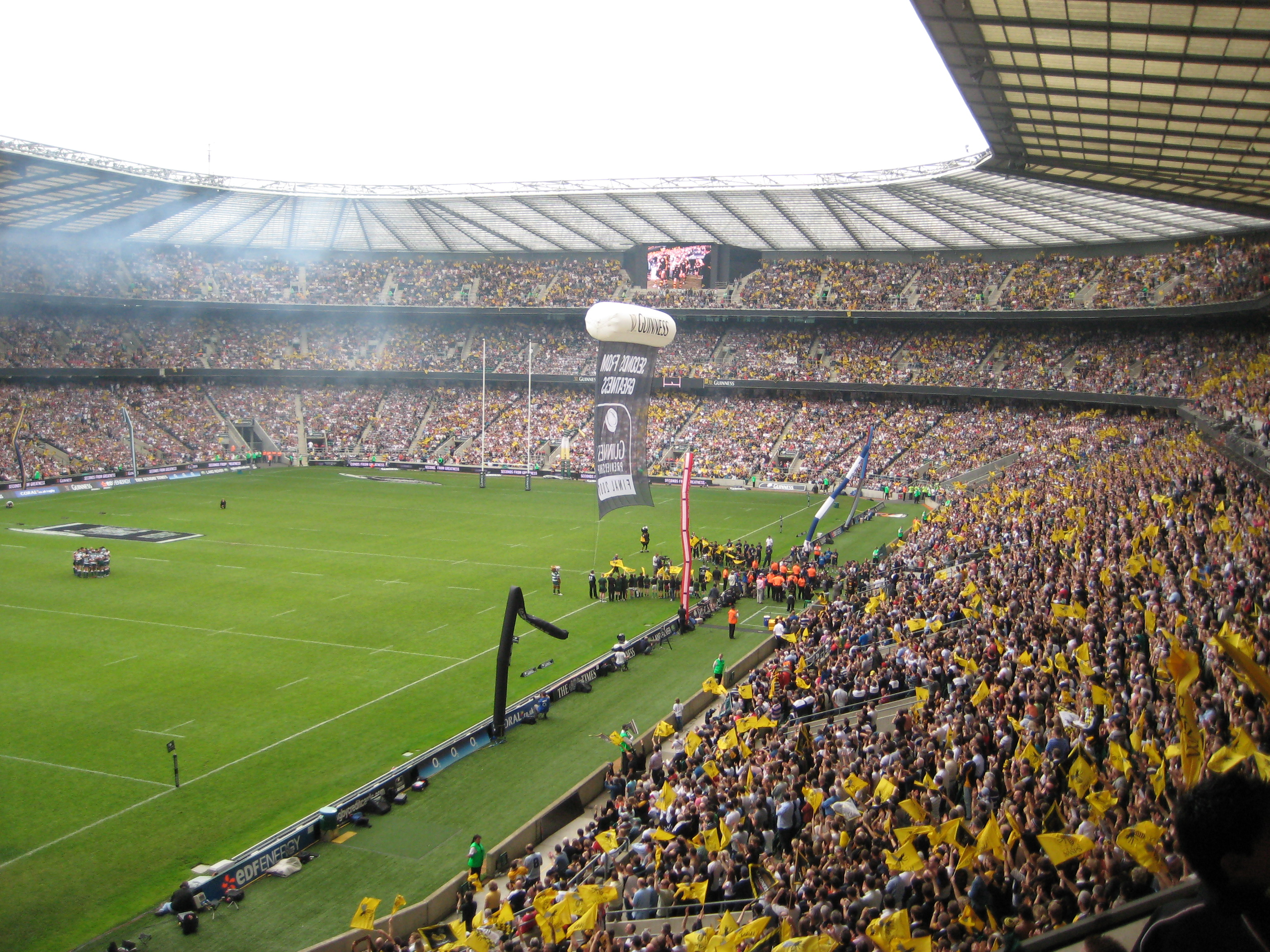

## Bekende inwoners

### Geboren in Twickenham
- Marie Amélie van Orléans (1865-1951), koningin van Portugal
- Filips van Orléans (1869-1926), hertog van Orléans
- Rufus Sewell (1967), acteur
- Claire Forlani (1971), actrice

### Overleden
- Alexander Pope (1744), dichter
- Helena van Mecklenburg-Schwerin (1858), echtgenote kroonprins Ferdinand Filips van Orléans
- Samuel Hunter Christie (1865), wetenschapper en wiskundige
- Emanuel II van Portugal (1932), laatste koning van Portugal
- Andrzej Panufnik (1991), Pools componist en dirigent
- Emily Perry (2008), actrice
- Kathy Kirby (2011), zangeres